# Coppa Mitropa 1973-1974
La Coppa Mitropa 1973-1974 fu la trentaquattresima edizione del torneo e venne vinta dagli ungheresi del Tatabányai Bányász, alla seconda vittoria nella competizione.
Ognuna delle cinque nazioni aveva un posto disponibile, cui si aggiungeva la detentrice.

## Partecipanti
| Nazione                   | Squadra                     | Campionato                                                   | Note                              |
| ------------------------- | --------------------------- | ------------------------------------------------------------ | --------------------------------- |
| Cecoslovacchia (bandiera) | ZVL Zilina                  | 5º campionato di Cecoslovacchia 1972-73                      |                                   |
| Italia (bandiera)         | Lane Rossi Vicenza          | 13º campionato d'Italia 1972-73                              |                                   |
| Jugoslavia (bandiera)     | FK Sarajevo                 | 7º campionato di Jugoslavia 1972-73                          |                                   |
| Ungheria (bandiera)       | Tatabányai Bányász Videoton | Qualificata come detentrice 5º campionato d'Ungheria 1972-73 | 11º campionato d'Ungheria 1972-73 |
| Austria (bandiera)        | Vorwerk Vorarlberg          | 1º campionato d'Austria Regionalliga West 1972-73            |                                   |

## Torneo

### Fase a gironi

#### Gruppo A
Risultati
| Squadra 1          | Totale | Squadra 2          | Andata | Ritorno |
| ------------------ | ------ | ------------------ | ------ | ------- |
| Vorwerk Vorarlberg | -      | Lanerossi Vicenza  | 0 - 0  | 1 - 3   |
| Tatabányai Bányász | -      | Vorwerk Vorarlberg | 5 - 2  | 1 - 0   |
| Lanerossi Vicenza  | -      | Tatabányai Bányász | 0 - 1  | 1 - 1   |

Classifica
| Squadra            | P.ti | G | V | P | S | GF | GS | DR |
| ------------------ | ---- | - | - | - | - | -- | -- | -- |
| Tatabányai Bányász | 7    | 4 | 3 | 1 | 0 | 8  | 3  | +5 |
| Lanerossi Vicenza  | 4    | 4 | 1 | 2 | 1 | 4  | 3  | +1 |
| Vorwerk Vorarlberg | 1    | 4 | 0 | 1 | 3 | 3  | 9  | -6 |

#### Gruppo B
Risultati
| Squadra 1     | Totale | Squadra 2     | Andata | Ritorno |
| ------------- | ------ | ------------- | ------ | ------- |
| FK Sarajevo   | -      | Videoton FC   | 3 - 1  | 1 - 3   |
| Videoton FC   | -      | TJ ZVL Žilina | 3 - 1  | 1 - 5   |
| TJ ZVL Žilina | -      | FK Sarajevo   | 4 - 0  | 3 - 3   |

Classifica
| Squadra       | P.ti | G | V | P | S | GF | GS | DR |
| ------------- | ---- | - | - | - | - | -- | -- | -- |
| TJ ZVL Žilina | 5    | 4 | 2 | 1 | 1 | 13 | 7  | +6 |
| Videoton FC   | 4    | 4 | 2 | 0 | 2 | 8  | 10 | -2 |
| FK Sarajevo   | 3    | 4 | 1 | 1 | 2 | 7  | 11 | -4 |

### Finale
Gare giocate l'8 e 15 maggio
| Squadra 1     | Totale | Squadra 2          | Andata | Ritorno |
| ------------- | ------ | ------------------ | ------ | ------- |
| TJ ZVL Žilina | 2 - 5  | Tatabányai Bányász | 2 - 3  | 0 - 2   |

## Classifica marcatori
|  | Gol | Marcatore       | Squadra            |
|  | --- | --------------- | ------------------ |
|  | 6   | Mihai Kyomyuves | Tatabányai Bányász |
|  | 5   | Chobot Tibor    | ZVL Zilina         |
|  | 3   | Horst Romes     | Vorwerk Vorarlberg |
|  | 3   | Stefan Slezak   | ZVL Zilina         |
|  | 3   | Josef Tomanek   | ZVL Zilina         |
|  | 2   | Janos Nagy II   | Videoton           |
|  | 2   | Laszlo Tiber    | Videoton           |
|  | 2   | György Szabó    | Tatabányai Bányász |
|  | 2   | Laszlo Takacs   | Tatabányai Bányász |
|  |     |                 |                    |